# Тревор Гедберґ
Тревор Гедберґ (2 лютого 1886 , Гобарт  — 11 вересня 1954 , Гобарт ) — британський яхтсмен.
Олімпійський чемпіон 1920 року в класі Дінгі 18 футів.